# 극장판 도라에몽: 진구의 시공여행
극장판 도라에몽: 진구의 시공여행(映画ドラえもん のび太のワンニャン時空伝)는 2004년 3월 6일 일본에서 개봉한 25번째 도라에몽 극장판이다. 오오미야 성우진이 등장한 마지막 도라에몽 극장판 애니메이션이다. 국내에서는 극장판 도라에몽: 진구의 완냥(멍야옹)시공전이라는 제목으로 방영했다.

## 줄거리
영화는 노년의 개 한 마리가 타임머신에 탑승하여 자신에게 켄다마를 준 사람을 만나러 미래로 갈 계획을 세우는 장면으로 시작된다. 그러나 타임머신이 시공간 이상에 부딪혀 고장 나면서 개는 다시 유년기로 퇴행하고, 연구원 고양이에게 발견된다.
현재, 진구는 퉁퉁이와 비실이와 놀다가 강에 빠져 허우적거리는 유기견을 발견한다. 그는 개를 불쌍히 여겨 몰래 집으로 데려와 "벽 속의 개집"에 숨긴다. 그는 개에게 이치(일본어로 개의 짖는 소리와 동음이의어인 "하나"에서 따옴)라는 이름을 붙여주고 켄다마를 가지고 함께 논다. 얼마 후, 그는 비 오는 날 발견한 유기묘에게는 주부(일본어로 "젖은"이라는 뜻)라는 이름을 붙여주고 입양한다. 진구의 엄마는 의심을 품고 그의 방을 확인한다.
들키지 않기 위해 진구와 도라에몽은 어디로든 문을 사용하여 산으로 이동하는데, 그곳에서 벌목으로 인해 위험에 처한 더 많은 유기동물들을 발견한다. 돌봐야 할 동물이 너무 많아지자, 진구와 그의 친구들은 동물들이 생기기 전인 3억 년 전 과거로 동물들을 보낼 결정을 한다. 그들은 진화의 빛을 사용하여 동물들이 음식을 만드는 기계를 사용할 수 있게 한 다음 떠나고, 진구는 이치에게 돌아올 것을 약속한다.
다음 날 동물들을 방문하려 할 때, 시공간 이상으로 인해 그들은 의도했던 시간보다 1,000년 뒤에 착륙하게 된다. 놀랍게도, 개와 고양이들은 진화의 빛을 과도하게 사용하여 미래의 문명화된 사회를 형성했다.
타임머신이 고장 나자, 일행은 수리가 완료될 때까지 기다려야 한다. 한편, 그들은 사회를 탐험하며 청소년 도둑 패거리인 불타로, 덕, 치코, 그리고 그들의 리더인 하치를 만난다. 진구는 시간 차이에도 불구하고 하치가 사실 이치라고 의심한다.
그들은 도둑들이 자신들의 부모가 비밀리에 감금되어 있다고 믿는 유원지를 방문한다. 함께 유원지 안으로 구멍을 뚫고 타임머신이 있는 방을 발견한다. 그러나 그들은 경비병들에게 기습을 당한다. 도라에몽은 기절하여 붙잡히고, 나머지는 감금된다.
한편, 정부는 소행성 무리가 지구에 충돌할 것이라고 예측한다. 그들은 대피 우주선을 만드는 데 필요한 물질인 노라듐을 주문한다. 그러나 노라듐은 부패한 관리인 네코자라에게 도난당한다.
도라에몽은 깨어나 네코자라를 만나는데, 그는 노라듐으로 작동되는 타임머신을 사용하여 동물들을 버린 인간들에게 복수할 계획을 밝힌다. 그는 자신의 조상인 주부가 쓴 예언에 따라 진화의 빛의 퇴화 기능을 사용할 의도이다. 그는 도라에몽이 사랑하는 고양이 아이돌인 샤미(사실 그의 부하이다)를 죽이겠다고 위협하며 도라에몽을 속여 진화의 빛을 고치게 한다.
감옥에서 풀려난 진구와 다른 일행은 도라에몽을 구하고 노라듐을 되찾기 위한 임무를 시작한다. 도라에몽은 진화의 빛을 부수고 샤미와 함께 탈출하는데, 샤미는 네코자라가 도라에몽을 공격하자 그에게 등을 돌린다. 진구와 하치는 타임머신을 멈추는 데 성공하지만, 유성이 타임머신을 강타하여 가라앉히고 노라듐을 파괴한다.
하치는 물에 잠기고, 진구는 그를 구한다. 이로 인해 하치의 기억이 발동하는데, 그는 영화 시작 부분의 노년의 개 이치였다. 그는 순수한 노라듐으로 만들어진 진구 모양의 동상을 숨겨두었던 것을 기억한다. 일행은 동상을 회수하여 정부에 가져간다. 네코자라는 다시 공격하지만 패배한다.
노라듐을 통해 정부는 여러 우주선을 완성하고, 소행성이 충돌하기 직전에 네코자라와 그의 부하들을 포함한 모든 사람을 대피시킨다.
영화는 진구와 그의 친구들이 도시가 파괴되기 직전 이치와 다른 동물들과 작별 인사를 나누는 것으로 끝난다. 엔딩 크레딧 동안 진구와 그의 친구들은 현재로 돌아와 작별 인사를 한다.

## 출연

### 주연
- 오야마 노부요
- 오하라 노리코
- 노무라 미치코
- 키모츠키 카네타
- 타테카베 카즈야

## 주어제곡
오프닝도라에몽의 노래 (ドラえもんのうた)
노래 : 야마노 사토코
엔딩꿈 같은 날씨 (YUME日和)
노래 : 시마타니 히토미

## 기타
- 2005년 3월 25일 TV에 방영되었다. 일본판 한정으로 이 방송은 오오야마 성우진 도라에몽의 마지막 방송이 되었다.
(에피소드 마지막 방송은 2005년 3월 18일이다.)

- 대한민국(대원미디어: 챔프TV, 애니원)에서는 2014년 5월 1일 방영되었다.

- 시공여행의 시공의 뜻은 개의 울음소리와 고양이의 울음소리를 합한것. 즉, "멍야옹"이다.
- 원작자: 후지코 F 후지오